# Liste der Mitglieder des australischen Repräsentantenhauses (2007–2010)
Diese Liste der Mitglieder des australischen Repräsentantenhauses enthält die Abgeordneten des australischen Repräsentantenhauses zwischen den Jahren 2007 und 2010.
Insgesamt hat das Unterhaus 150 Mitglieder. Bei den Parlamentswahlen in Australien erreichte die Australian Labor Party unter Kevin Rudd 83 Sitze und damit die Mehrheit im Repräsentantenhaus.
| Mitglied           | Partei                               | Wahlkreis       | Bundesstaat bzw. Territorium | Amtszeiten                |
| ------------------ | ------------------------------------ | --------------- | ---------------------------- | ------------------------- |
| Tony Abbott        | Liberal Party of Australia           | Warringah       | New South Wales              | 1994–                     |
| Dick Adams         | Australian Labor Party               | Lyons           | Tasmanien                    | 1993–                     |
| Anthony Albanese   | Australian Labor Party               | Grayndler       | New South Wales              | 1996–                     |
| Kevin Andrews      | Liberal Party of Australia           | Menzies         | Victoria                     | 1991–                     |
| Fran Bailey        | Liberal Party of Australia           | McEwen          | Victoria                     | 1990–1993, 1996–2010      |
| Bob Baldwin        | Liberal Party of Australia           | Paterson        | New South Wales              | 1996–1998, 2001           |
| Arch Bevis         | Australian Labor Party               | Brisbane        | Queensland                   | 1990–2010                 |
| James Bidgood      | Australian Labor Party               | Dawson          | Queensland                   | 2007–2010                 |
| Bruce Billson      | Liberal Party of Australia           | Dunkley         | Victoria                     | 1996–                     |
| Sharon Bird        | Australian Labor Party               | Cunningham      | New South Wales              | 2004–                     |
| Bronwyn Bishop     | Liberal Party of Australia           | Mackellar       | New South Wales              | 1994–                     |
| Julie Bishop       | Liberal Party of Australia           | Curtin          | Western Australia            | 1998–                     |
| Chris Bowen        | Australian Labor Party               | Prospect        | New South Wales              | 2004–                     |
| David Bradbury     | Australian Labor Party               | Lindsay         | New South Wales              | 2007–                     |
| Jamie Briggs 2     | Liberal Party of Australia           | Mayo            | South Australia              | 2008–                     |
| Russell Broadbent  | Liberal Party of Australia           | McMillan        | Victoria                     | 1990–1993, 1996–1998 2004 |
| Anna Burke         | Australian Labor Party               | Chisholm        | Victoria                     | 1998–                     |
| Tony Burke         | Australian Labor Party               | Watson          | New South Wales              | 2004–                     |
| Mark Butler        | Australian Labor Party               | Port Adelaide   | South Australia              | 2007–                     |
| Anthony Byrne      | Australian Labor Party               | Holt            | Victoria                     | 1999–                     |
| Jodie Campbell     | Australian Labor Party               | Bass            | Tasmanien                    | 2007–2010                 |
| Nick Champion      | Australian Labor Party               | Wakefield       | South Australia              | 2007–                     |
| Darren Cheeseman   | Australian Labor Party               | Corangamite     | Victoria                     | 2007–                     |
| Darren Chester 1   | Nationale Partei Australiens         | Gippsland       | Victoria                     | 2008–                     |
| Steven Ciobo       | Liberal Party of Australia           | Moncrieff       | Queensland                   | 2001–                     |
| Jason Clare        | Australian Labor Party               | Blaxland        | New South Wales              | 2007–                     |
| John Cobb          | Nationale Partei Australiens         | Calare          | New South Wales              | 2001–                     |
| Julie Collins      | Australian Labor Party               | Franklin        | Tasmanien                    | 2007–                     |
| Greg Combet        | Australian Labor Party               | Charlton        | New South Wales              | 2007–                     |
| Peter Costello 5   | Liberal Party of Australia           | Higgins         | Victoria                     | 1990–2009                 |
| Mark Coulton       | Nationale Partei Australiens         | Parkes          | New South Wales              | 2007–                     |
| Simon Crean        | Australian Labor Party               | Hotham          | Victoria                     | 1990–                     |
| Michael Danby      | Australian Labor Party               | Melbourne Ports | Victoria                     | 1998–                     |
| Yvette D'Ath       | Australian Labor Party               | Petrie          | Queensland                   | 2007–                     |
| Bob Debus          | Australian Labor Party               | Macquarie       | New South Wales              | 2007–2010                 |
| Alexander Downer 2 | Liberal Party of Australia           | Mayo            | South Australia              | 1984–2008                 |
| Mark Dreyfus       | Australian Labor Party               | Isaacs          | Victoria                     | 2007–                     |
| Peter Dutton       | Liberal Party of Australia           | Dickson         | Queensland                   | 2001–                     |
| Justine Elliot     | Australian Labor Party               | Richmond        | New South Wales              | 2004–                     |
| Annette Ellis      | Australian Labor Party               | Canberra        | Australian Capital Territory | 1996–2010                 |
| Kate Ellis         | Australian Labor Party               | Adelaide        | 2004–                        |                           |
| Craig Emerson      | Australian Labor Party               | Rankin          | Queensland                   | 1998–                     |
| Pat Farmer         | Liberal Party of Australia           | Macarthur       | New South Wales              | 2001–2010                 |
| Laurie Ferguson    | Australian Labor Party               | Reid            | New South Wales              | 1990–                     |
| Martin Ferguson    | Australian Labor Party               | Batman          | Victoria                     | 1996–                     |
| Joel Fitzgibbon    | Australian Labor Party               | Hunter          | New South Wales              | 1996–                     |
| Paul Fletcher 4    | Liberal Party of Australia           | Bradfield       | New South Wales              | 2009–                     |
| John Forrest       | Nationale Partei Australiens         | Mallee          | Victoria                     | 1993–                     |
| Peter Garrett      | Australian Labor Party               | Kingsford Smith | New South Wales              | 2004–                     |
| Joanna Gash        | Liberal Party of Australia           | Gilmore         | New South Wales              | 1996–                     |
| Steve Georganas    | Australian Labor Party               | Hindmarsh       | South Australia              | 2004–                     |
| Jennie George      | Australian Labor Party               | Throsby         | New South Wales              | 2001–2010                 |
| Petro Georgiou     | Liberal Party of Australia           | Kooyong         | Victoria                     | 1994–2010                 |
| Steve Gibbons      | Australian Labor Party               | Bendigo         | Victoria                     | 1998–                     |
| Julia Gillard      | Australian Labor Party               | Lalor           | Victoria                     | 1998–                     |
| Gary Gray          | Australian Labor Party               | Brand           | Western Australia            | 2007–                     |
| Sharon Grierson    | Australian Labor Party               | Newcastle       | New South Wales              | 2001–                     |
| Alan Griffin       | Australian Labor Party               | Bruce           | Victoria                     | 1993–                     |
| Barry Haase        | Liberal Party of Australia           | Kalgoorlie      | Western Australia            | 1998–                     |
| Damian Hale        | Australian Labor Party               | Solomon         | Northern Territory           | 2007–2010                 |
| Jill Hall          | Australian Labor Party               | Shortland       | New South Wales              | 1998–                     |
| Luke Hartsuyker    | Nationale Partei Australiens         | Cowper          | New South Wales              | 2001–                     |
| Alex Hawke         | Liberal Party of Australia           | Mitchell        | New South Wales              | 2007–                     |
| David Hawker       | Liberal Party of Australia           | Wannon          | Victoria                     | 1983–2010                 |
| Chris Hayes        | Australian Labor Party               | Werriwa         | New South Wales              | 2005–                     |
| Joe Hockey         | Liberal Party of Australia           | North Sydney    | New South Wales              | 1996–                     |
| Kay Hull           | Nationale Partei Australiens         | Riverina        | New South Wales              | 1998–2010                 |
| Greg Hunt          | Liberal Party of Australia           | Flinders        | Victoria                     | 2001–                     |
| Steve Irons        | Liberal Party of Australia           | Swan            | Western Australia            | 2007                      |
| Julia Irwin        | Australian Labor Party               | Fowler          | New South Wales              | 1998–2010                 |
| Sharryn Jackson    | Australian Labor Party               | Hasluck         | Western Australia            | 2001–2004, 2007–2010      |
| Harry Jenkins      | Australian Labor Party               | Scullin         | Victoria                     | 1986–                     |
| Dennis Jensen      | Tangney                              | 2004–           |                              |                           |
| Michael Johnson 6  | Liberal Party of Australia/parteilos | Ryan            | Queensland                   | 2001–2010                 |
| Bob Katter         | parteilos                            | Kennedy         | Queensland                   | 1993–                     |
| Michael Keenan     | Liberal Party of Australia           | Stirling        | Western Australia            | 2004–                     |
| Mike Kelly         | Australian Labor Party               | Eden-Monaro     | New South Wales              | 2007–                     |
| Duncan Kerr        | Australian Labor Party               | Denison         | Tasmanien                    | 1987–2010                 |
| Catherine King     | Australian Labor Party               | Ballarat        | Victoria                     | 2001–                     |
| Andrew Laming      | Liberal Party of Australia           | Bowman          | Queensland                   | 2004–                     |
| Sussan Ley         | Liberal Party of Australia           | Farrer          | New South Wales              | 2001–                     |
| Peter Lindsay      | Liberal Party of Australia           | Herbert         | Queensland                   | 1996–2010                 |
| Kirsten Livermore  | Australian Labor Party               | Capricornia     | Queensland                   | 1998–                     |
| Robert McClelland  | Australian Labor Party               | Barton          | New South Wales              | 1996–                     |
| Ian Macfarlane     | Liberal Party of Australia           | Groom           | Queensland                   | 1998–                     |
| Peter McGauran 1   | Nationale Partei Australiens         | Gippsland       | Victoria                     | 1983–2008                 |
| Maxine McKew       | Australian Labor Party               | Bennelong       | New South Wales              | 2007–2010                 |
| Bob McMullan       | Australian Labor Party               | Fraser          | Australian Capital Territory | 1996–2010                 |
| Jenny Macklin      | Australian Labor Party               | Jagajaga        | Victoria                     | 1996–                     |
| Nola Marino        | Liberal Party of Australia           | Forrest         | Western Australia            | 2007–                     |
| Louise Markus      | Liberal Party of Australia           | Greenway        | New South Wales              | 2004–                     |
| Richard Marles     | Australian Labor Party               | Corio           | Victoria                     | 2007–                     |
| Margaret May       | Liberal Party of Australia           | McPherson       | Queensland                   | 1998–2010                 |
| Daryl Melham       | Australian Labor Party               | Banks           | New South Wales              | 1990–                     |
| Sophie Mirabella   | Liberal Party of Australia           | Indi            | Victoria                     | 2001–                     |
| Scott Morrison     | Liberal Party of Australia           | Cook            | New South Wales              | 2007–                     |
| Judi Moylan        | Liberal Party of Australia           | Pearce          | Western Australia            | 1993–                     |
| John Murphy        | Australian Labor Party               | Lowe            | New South Wales              | 1998–                     |
| Belinda Neal       | Australian Labor Party               | Robertson       | New South Wales              | 2007–2010                 |
| Brendan Nelson 4   | Liberal Party of Australia           | Bradfield       | New South Wales              | 1996–2009                 |
| Shayne Neumann     | Australian Labor Party               | Blair           | Queensland                   | 2007–                     |
| Paul Neville       | Nationale Partei Australiens         | Hinkler         | Queensland                   | 1993–                     |
| Brendan O’Connor   | Australian Labor Party               | Gorton          | Victoria                     | 2001–                     |
| Kelly O’Dwyer 5    | Liberal Party of Australia           | Higgins         | Victoria                     | 2009–                     |
| Rob Oakeshott 3    | parteilos                            | Lyne            | New South Wales              | 2008–                     |
| Julie Owens        | Australian Labor Party               | Parramatta      | New South Wales              | 2004–                     |
| Melissa Parke      | Australian Labor Party               | Fremantle       | Western Australia            | 2007                      |
| Chris Pearce       | Liberal Party of Australia           | Aston           | Victoria                     | 2001–2010                 |
| Graham Perrett     | Australian Labor Party               | Moreton         | Queensland                   | 2007–                     |
| Tanya Plibersek    | Australian Labor Party               | Sydney          | New South Wales              | 1998–                     |
| Roger Price        | Australian Labor Party               | Chifley         | New South Wales              | 1984–2010                 |
| Christopher Pyne   | Liberal Party of Australia           | Sturt           | South Australia              | 1993–                     |
| Brett Raguse       | Australian Labor Party               | Forde           | Queensland                   | 2007–2010                 |
| Rowan Ramsey       | Liberal Party of Australia           | Grey            | South Australia              | 2007–                     |
| Don Randall        | Liberal Party of Australia           | Canning         | Western Australia            | 1996–1998, 2001           |
| Kerry Rea          | Australian Labor Party               | Bonner          | Queensland                   | 2007–2010                 |
| Bernie Ripoll      | Australian Labor Party               | Oxley           | Queensland                   | 1998–                     |
| Amanda Rishworth   | Australian Labor Party               | Kingston        | South Australia              | 2007–                     |
| Andrew Robb        | Liberal Party of Australia           | Goldstein       | Victoria                     | 2004–                     |
| Stuart Robert      | Liberal Party of Australia           | Fadden          | Queensland                   | 2007–                     |
| Nicola Roxon       | Australian Labor Party               | Gellibrand      | Victoria                     | 1998–                     |
| Kevin Rudd         | Australian Labor Party               | Griffith        | Queensland                   | 1998–                     |
| Philip Ruddock     | Liberal Party of Australia           | Berowra         | New South Wales              | 1973–                     |
| Janelle Saffin     | Australian Labor Party               | Page            | New South Wales              | 2007–                     |
| Alby Schultz       | Liberal Party of Australia           | Hume            | New South Wales              | 1998–                     |
| Bruce Scott        | Nationale Partei Australiens         | Maranoa         | Queensland                   | 1990–                     |
| Patrick Secker     | Liberal Party of Australia           | Barker          | South Australia              | 1998–                     |
| Bill Shorten       | Australian Labor Party               | Maribyrnong     | Victoria                     | 2007–                     |
| Sid Sidebottom     | Australian Labor Party               | Braddon         | Tasmanien                    | 1998–2004, 2007           |
| Luke Simpkins      | Liberal Party of Australia           | Cowan           | Western Australia            | 2007–                     |
| Peter Slipper      | Liberal Party of Australia           | Fisher          | Queensland                   | 1984–1987, 1993           |
| Stephen Smith      | Australian Labor Party               | Perth           | Western Australia            | 1993–                     |
| Tony Smith         | Liberal Party of Australia           | Casey           | Victoria                     | 2001–                     |
| Warren Snowdon     | Australian Labor Party               | Lingiari        | Northern Territory           | 1987–1996, 1998           |
| Alex Somlyay       | Liberal Party of Australia           | Fairfax         | Queensland                   | 1990–                     |
| Andrew Southcott   | Liberal Party of Australia           | Boothby         | South Australia              | 1996–                     |
| Sharman Stone      | Liberal Party of Australia           | Murray          | Victoria                     | 1996–                     |
| Jon Sullivan       | Australian Labor Party               | Longman         | Queensland                   | 2007–2010                 |
| Wayne Swan         | Australian Labor Party               | Lilley          | Queensland                   | 1993–1996, 1998–          |
| Mike Symon         | Australian Labor Party               | Deakin          | Victoria                     | 2007–                     |
| Lindsay Tanner     | Australian Labor Party               | Melbourne       | Victoria                     | 1993–2010                 |
| Craig Thomson      | Australian Labor Party               | Dobell          | New South Wales              | 2007–                     |
| Kelvin Thomson     | Australian Labor Party               | Wills           | Victoria                     | 1996–                     |
| Chris Trevor       | Australian Labor Party               | Flynn           | Queensland                   | 2007–2010                 |
| Warren Truss       | Nationale Partei Australiens         | Wide Bay        | Queensland                   | 1990–                     |
| Wilson Tuckey      | Liberal Party of Australia           | O’Connor        | Western Australia            | 1980–2010                 |
| Malcolm Turnbull   | Liberal Party of Australia           | Wentworth       | New South Wales              | 2004–                     |
| Jim Turnour        | Australian Labor Party               | Leichhardt      | Queensland                   | 2007–2010                 |
| Mark Vaile 3       | Nationale Partei Australiens         | Lyne            | New South Wales              | 1993–2008                 |
| Danna Vale         | Liberal Party of Australia           | Hughes          | New South Wales              | 1996–2010                 |
| Maria Vamvakinou   | Australian Labor Party               | Calwell         | Victoria                     | 2001–                     |
| Mal Washer         | Liberal Party of Australia           | Moore           | Western Australia            | 1998–                     |
| Tony Windsor       | parteilos                            | New England     | New South Wales              | 2001–                     |
| Jason Wood         | Liberal Party of Australia           | La Trobe        | Victoria                     | 2004–2010                 |
| Tony Zappia        | Australian Labor Party               | Makin           | South Australia              | 2007–                     |